# Ursprünge des Hip-Hop
Die Ursprünge der Hip-Hop-Musik liegen in der musikalischen Kultur der US-Amerikaner der 1970er-Jahre. Es gibt aber auch Wurzeln, die bis nach Afrika zurückreichen.
Allgemein gelten King Tim III der Fatback Band und danach Rapper’s Delight (1979) der Sugarhill Gang als die ersten Hip-Hop-Platten. Was davor kam, wird im Folgenden beschrieben.

## Einflüsse
Hip-Hop-Musik greift auf viele ältere musikalische und kulturelle Praktiken zurück. Die älteste hiervon sind die Griots, westafrikanische Wanderer und Geschichtenerzähler, die bereits eine Art Sprechgesang benutzten. Oft versahen sie ihre Vorträge mit Kommentaren – für das Publikum galt es als unhöflich, nicht kommentierend oder mit Beifallsäußerungen oder Ablehnungskundgebungen in den Vortrag einzugreifen. Der Ablauf aus Interaktion zwischen Vortragendem/Interpreten und Publikum begann bereits hier.
Die Tradition setzte sich fort, als die Afrikaner nach Amerika verschleppt wurden. Da es hier aufgrund der geänderten Umstände unmöglich war, auf Wanderprediger zurückzugreifen, entwickelten sich die Toasts, Treffen von Männern, bei denen es um Politik, Gesellschaft, Kultur, Frauen etc. ging. Auf ihnen entstanden auch die Verbal Contests, die sich später im Hip-Hop zum Battle-Rap weiterentwickeln sollten, ebenso wie die Praxis des Toasting.
Aus der US-amerikanischen Musiktradition stammen der Scat-Gesang, in dem ein Sänger versucht, mit seiner Stimme ein Instrument zu imitieren, und der Ablauf der Gottesdienste, vor allem in afro-amerikanischen Kirchen, in denen es ebenso zu einer intensiven Interaktion zwischen Prediger und Gemeinde kam wie auch oft zu einer Art Sprechgesang des Predigers während seiner Vorträge. Die Entwicklungslinie über Blues, Jazz und Rhythm and Blues führte zu Soul und Funk, die beide stark den Oldschool-Hip-Hop beeinflussten.
Andere mögliche Einflüsse sind Voice instrumentals, eine weit verbreitete Art in vielen Musiken der Welt, Instrumente durch Stimmen zu ersetzen, Dirty Dozens, stilisierte Formen, sich gegenseitig Beleidigungen zuzuwerfen, der Talking Blues, populär geworden durch Woody Guthrie, John Lee Hooker und andere, in dem über die Musik gesprochen wurde, oft mit ironischen Nebenbemerkungen in Richtung Publikum. Einzelne „Proto-Rapper“ der 1960er und frühen 1970er wie Gil Scott-Heron und die Last Poets, Abzählreime und bestimmte Arten des Jazz und Doo Wop, in denen Stimmen benutzt wurden, um eine ganze Band zu imitieren.
Den stärksten direkten Einfluss hatten jedoch wahrscheinlich die jamaikanischen Sound-Systems, durch die bereits vieles, was heute Hip-Hop ausmacht, vorgezeichnet wurde.

## Gesellschaftlicher Hintergrund
Rap begann sich zum einen vor einem Niedergang der US-amerikanischen Bürgerrechtsbewegung, zum anderen vor einem sozialen und ökonomischen Niedergang der US-amerikanischen Innenstädte zu entwickeln. Industriebetriebe verließen seit den 1970ern die US-amerikanischen Innenstädte, um entweder in die Vororte zu ziehen, wo das Land billiger war, oder ins Ausland zu gehen. Die Arbeitslosenquote unter schwarzen Jugendlichen stieg in dieser Zeit auf bis zu 40 % an. Die mittelständischen Arbeitnehmer folgten ihnen. Gleichzeitig sanken durch beide Entwicklungen die Einnahmen der Gemeinden, sie konnten weniger Geld für die öffentliche Infrastruktur ausgeben. Die konservativen Regierungen, die gewählt wurden, beschnitten die Budgets des Wohlfahrtsstaats, nicht nur aus finanziellen, sondern auch aus ideologischen Gründen, so dass noch weniger Geld für die Bewohner der Stadtviertel zur Verfügung stand.
Die Jugendlichen in den Vierteln begannen zunehmend sich der Kriminalität, und insbesondere dem Drogenhandel zuzuwenden, da andere Möglichkeiten sozialen und materiellen Status zu gewinnen, immer weiter abnahmen. Die Situation verschärfte sich, als das Cali-Kartell in den 1980ern begann, Crack zu entwickeln und zu vermarkten, das billig genug war, um auch in den verarmten Innenstädten Kunden zu finden. Während der Drogenhandel blühte, zerstörte die Droge maßgebliche Zusammenhänge der sozialen Gemeinschaften in den Vierteln.
Die South Bronx, in der sich der Hip-Hop entwickelte, war dabei ein besonderes Notstandsgebiet. Von 1970 bis 1980 nahm die Bevölkerung in den drei Kernbezirken des Viertels von 383.000 auf 166.000 Einwohner ab. Seit den 1960ern wurden zudem von der New Yorker Stadtverwaltung gezielt Empfänger von Sozialhilfe in dem Viertel untergebracht. Drogen begannen sich seit den späten 1960ern rapide zu verbreiten.
In der South Bronx gab es seit den früheren 1970ern extrem viele Brände. An einem heißen Sommertag im Juni 1975 wurden allein 40 Brandstiftungen in drei Stunden verübt. Einigen Berichten zufolge gab es in der Bronx in den Jahren von 1970 bis 1975 über 68.000 Brände, mehr als 33 pro Tag, die meisten davon in der South Bronx. Teilweise, weil die elektrischen Anlagen in den Häusern verfielen, zum Teil aber auch, weil Hausbesitzer dort keine Zukunft mehr sahen und zumindest das Versicherungsgeld kassieren wollten. Wie heute aus mittlerweile veröffentlichten Papieren nachzuweisen ist, tolerierte die Stadt diese Praxis. Gleichzeitig reduzierte sie aus Kostengründen die Zahl der Feuerwachen in dem Bezirk mit einer sechsstelligen Einwohnerzahl auf eine.
Die Gegend wurde in den USA zu dem Symbol urbanen Verfalls, viele Beobachter verglichen den Zustand des Viertels mit Berlin 1945. Gangs begannen in den späten 1960ern sich selbst als Polizei im Viertel zu sehen, da die eigentliche öffentliche Ordnung nahezu kollabiert war. Die Zahl der Körperverletzungen stieg innerhalb von neun Jahren von 998 (1960) auf 4.256 (1969), die Zahl der Diebstähle im selben Zeitraum von 1.765 auf 29.276. Nach Schätzungen der Polizei standen 70 % der Kriminalfälle im Bezirk im Zusammenhang mit Drogen.

## Musikalische Entwicklung
Hip-Hop einschließlich des Raps und des Turntablism entstanden aus den Block Partys, die in den 1970ern in New York City und insbesondere in der Bronx populär waren. Zu dieser Zeit kam mehr als ein Fünftel der Einwohner dort aus der Karibik und die Block Partys der 1970er und 1980er ähnelten stark den Jamaikanischen Soundsystems. Es handelte sich um große Straßenpartys, begonnen von den Besitzern von großen und lauten Stereoanlagen, die mit ihnen in eine Form musikalischen Wettkampfes starteten. Darüber begannen sie, zu toasten oder einfache Reime zu sprechen.
Ein erster Pionier der Entwicklung war Kool DJ Herc, der direkt aus Kingston, Jamaika in die Bronx einwanderte, und der die Entwicklung des Dubs mitbekam. Da Reggae in New York aber unpopulär war, begann er früh über die Instrumentalstellen damals populärer Stücke zu sprechen. Da die Stellen relativ kurz waren, begann er, sie zu verlängern, indem er zwei identische Platten auf zwei Plattenspielern benutzte, so dass er die Intervalle theoretisch unendlich verlängern konnte. Kool DJ Herc kreierte so auch die Breakbeats; er nutzte ungewöhnlichere Beats, die sonst nur kurz in Stücken zu hören waren, für langanhaltende Abschnitte. Die Beats, die sonst oft von Radio-DJs genutzt wurden, um die Stücke abzubrechen, klangen auf den Soundsystems besonders fett. Kool DJ Herc merkte schnell, dass die Menge auf den Block Partys besonders auf diese Beats wartete. Er selbst beschrieb es:
I would give people what I know they wanted to hear. And I’m watching the crowd and I was seeing everybody on the sidelines waiting for particular breaks in the records […] I said, let me put a couple of these records together, that got breaks in them. I did it. Boom! bom bom bom. I try to make it sound like a record. Place went berserk. Loved it.
Der so von ihm geschaffene Stil setzte sich fort und führte dazu, dass Hip-Hop und seine Ableger nur selten die gradlinigen, durchgehenden Beats haben, die sonst für Popmusik typisch sind. Kool DJ Herc begann schließlich, sich auf das ebenfalls entwickelte DJing zu spezialisieren und seinen Freunden Coke La Rock und Clark Kent den Sprachpart zu überlassen. Zusammen traten sie als Kool DJ Herc and the Herculoids auf.
Bis etwa 1975 hatte sich der Stil bei den Block Partys in New York durchgesetzt. Rap begann sich zu entwickeln, als der Wettkampf über den DJs dazu führte, dass diese immer längere und elaboriertere Texte über der Musik sprachen. Sie begannen zu reimen, um ihre Wiedererkennbarkeit zu steigern und griffen auf bekannte Reime, oft Abzählreime, zurück, die sie leicht abänderten und den eigenen Bedürfnissen anpassten. Ziel des Wettkampfes unter den frühen Rappern war es, als möglichst originell und gut, beziehungsweise Def, anerkannt zu werden. Andere frühe und wichtige DJs, die in der Szene einflussreich waren, sind Grandmaster Flash, Afrika Bambaata und Disco King Mario.
Grandmaster Flash war dabei der erste, der auch Kopfhörer an sein System anschloss. Bis dahin markierten DJs die entsprechend identischen Stellen auf den Platten mit Klebeband oder mussten sie sich merken, was zu kleinen Ungenauigkeiten und Hüpfern in der Musik führte. Resultierte Hercs Erfolg aus seiner originellen Idee, seinem allen Zuhörerberichten nach außergewöhnlich fetten und qualitativ hochwertigem Soundsystem und seiner sicheren Auswahl der Platten, bezeichnete das Time-Magazin Grandmaster Flash später als Toscanini of the Turntables. Ihm gelang es nicht nur, die Stücke ohne hörbaren Übergang ineinander zu mixen, er war auch der erste, der die Vocals oder Instrumentalspassagen eines Tracks über die Breakbeats eines anderen legte und so am Plattenteller ein neues Stück schuf. Er verfeinerte die Methode, indem er die Technik des Backspinning entwickelte, bei dem er durch schnelles Zurückziehen der Platte einen bestimmten Sound wiederholen konnte. Er konnte so mit einfachen technischen Mitteln, aber äußerst präziser Körperbeherrschung Sampling-Effekte erreichen, die bis dahin nur mit sehr teurer Technik möglich waren. Hörte man das Geräusch beim Zurückziehen der Platte, so konnte man dies auch als Sound in die Musik einbauen, der nur durch turntablism erreicht werden konnte. Ungefähr zeitgleich mit Grandmaster Flash entwickelte die Technik auch Grandwizard Theodore.
Afrika Bambaata bereicherte das musikalische Repertoire der Musik maßgeblich. Er besaß eine umfassende Plattensammlung quer durch alle Stilrichtungen und hörte sich alles daraufhin an, ob es sich für seine Auftritte benutzen ließ. Er hatte kaum Einschränkungen was die Genres betraf, war aber ein besonderer Anhänger der Band Kraftwerk. Aufgrund seiner enormen Musikkenntnis und seiner großen Auswahl bekam er bald den Spitznamen Master of Records. Für Kool Herc ist er der einzige DJ, vor dem er großen Respekt hatte, „denn er spielte immer Platten, die ich nicht kannte.“
Ähnlich entwickelte sich zur selben Zeit in Jamaika Dub-Musik. Die meisten New Yorker jener Zeit hatten aber kaum Interesse an Reggae, oder hielten nicht viel von der Musik, so dass Rap vor allem aus Disco- und Funk-Stücken entwickelt wurde.

## Entwicklung der Szene
Rap wurde populär, weil es eine einfache und künstlerische Art ist, die eigene Meinung zu äußern und sich darzustellen. Der spezielle Stil des Raps gibt einem Künstler die Möglichkeit, seine Persönlichkeit auszudrücken. Zudem ist es eine Technik, für die man kaum materielle Vorbedingungen braucht, die sich fast jederzeit an fast jedem Ort trainieren lässt. Und zumindest in der Anfangszeit gab es kaum Regeln, was „richtiger Rap“ wäre und eine fast unbegrenzte Freiheit, außer der Anforderung, originell zu sein und den Rhythmus der Musik zu treffen.
Neben der spontanen Entwicklung, die sich in den armen Stadtvierteln New Yorks ergab, gab es auch den Versuch, die Szene besser zu organisieren und ein stärkeres Selbstbewusstsein zu schaffen. Afrika Bambaataa war in seiner Jugend in der ersten und größten Gang der South Bronx, den Black Spades. Seit den späten 1960ern veränderte sich jedoch die Stimmung im Viertel, die Auseinandersetzungen zwischen den Gangs wurden zunehmend brutaler. Als einer seiner Freunde bei einem Bandenkampf getötet wurde, beschloss er den Ausstieg. Zuerst schloss er sich der Nation of Islam an. Da ihm deren strenge Organisation nicht zusagte, gründete er selbst Ende 1975 oder 1976 die Zulu Nation, in der sich Rapper, B-Boys und Graffiti-Sprayer zu einem Kollektiv zusammenfinden und ihre Rivalität künstlerisch und nicht mit Gewalt austragen sollten.
Graffiti-Writing hatte sich dabei bereits in den 1960ern entwickelt, als Jugendliche in Philadelphia und kurz danach in New York begannen, ihre Namen mit Filzstiften an U-Bahnen, Hauswänden etc. zu hinterlassen. Breakdance entwickelte sich erst zusammen mit der Hip-Hop-Musik, da für den neuen, breakbeatlastigen Musikstil neue Tanzformen gefunden werden mussten.

## Erste Erfolge im Mainstream
Aus den Straßen der South Bronx gelangte Hip-Hop zuerst in die kleinen Studios nach Manhattan und insbesondere Harlem. Grandmaster Flash spielte 1977 vor 3000 Besuchern im Harlems Ballroom. Kurtis Blow und Russell Simmons gaben die ersten Konzerte in Manhattan, so dass zum ersten Mal Menschen außerhalb der sozialen Brennpunkte New Yorks die Musik hören konnten.
In kleinen Studios in Harlem entstanden die ersten Aufnahmen der Musik auf Vinyl.
Viele der damaligen kleinen und untereinander bekannten Szene versuchten damals, Platten zu veröffentlichen. Sie waren geschockt, als King Tim IIIs Platte sich am einfachen Stil von Radio DJs orientierte und die Sugarhill Gang eine Rap-Version von Chics Good Times veröffentlichten. Die Musikproduzentin Sylvia Robinson stellte, wahrscheinlich auf Anraten ihrer Kinder, die die Musik kannten, eine eigene Band, die Sugarhill Gang, zusammen. Die Rapper selbst waren in der Szene vollkommen unbekannt, die Musik entstand nicht per turntablism, sondern wurde von einer Band eingespielt.
Nachdem die Aufnahme überraschend international in den Charts erfolgreich war und etwa 2 Millionen Stück verkaufte, begannen sich mehr Majorlabels für die Musik zu interessieren.
Die frühen Rap-Platten waren so eine Mischung aus gutem Material von Party-Veteranen und schlechteren Aufnahmen, die versuchten, kurzfristig vom ersten Boom des Hip-Hops zu profitieren. Bemerkenswert sind Blondies Aufnahme Rapture und Grandmaster Flashs The Message. Blondie hatte zwar nichts mit der Szene zu tun, in ihrem Song erwähnten sie jedoch Fab 5 Freddy und die Szene in der Bronx allgemein, und ihnen gelang es, den Geist der Szene so gut einzufangen, dass die Aufnahme bis heute hohe Wertschätzung erhält. Grandmaster Flash & The Furious Five veröffentlichen 1982 den ersten Track, der direkt aus der South Bronx kam und großen Erfolg feierte. In ihm wurde auch erstmals die soziale Situation angesprochen, in der der Stil entstand: Broken glass everywhere // People pissing on the stairs, you know they just // Don’t care // I can’t take the smell, I can’t take the noise Got no money to move out, I guess I got no choice // Rats in the front room, roaches in the back // Junkie’s in the alley with a baseball bat … It’s like a jungle sometimes, it makes me wonder // How I keep from going under.
Afrika Bambaataa veröffentlichte ebenfalls 1982 Planet Rock und Looking for the perfect Beat, die nationale Erfolge wurden und in denen erstmals eine Beatbox zu hören war.
Der erste Hip-Hop-Longplayer auf einem Major-Label erschien 1980 von Kurtis Blow. Darauf ist auch der Titel The Breaks enthalten, der erste Rapsong, der mit einer Goldenen Schallplatte ausgezeichnet wurde.